# Ахмерова, Флюра Давлетхановна
Ахмерова Флюра Давлетхановна (14 ноября 1928, Верхнекарышево, Башкирская АССР — 20 марта 2004, Уфа) — башкирский писатель, краевед, педагог-методист. Отличник народного просвещения РСФСР (1964).

## Биография
Ахмерова Флюра Давлетхановна родилась 14 ноября 1928 года в д. Верхнекарышево (ныне — в Балтачевском районе Башкирии). Окончила уфимскую гимназию № 3.
В 1950 году окончила Башкирский педагогический институт имени К. А. Тимирязева (ныне Уфимский университет науки и технологий).
По окончании института и до 1989 года работала учителем в школах Кандринского района, Шереметьевского района ТАССР, в уфимских школах № 47, 96, заведующей методическим кабинетом Уфимского ГорОНО. С 1974 года 20 лет была завучем детского санатория «Салют» в Уфе.
Около 30 лет занималась краеведением. Была председателем клуба краеведов Уфы (1999—2004). Как краевед, она интересовалась ленинской темой (установила переписку с родственниками семьи Ульяновых, установила связи с родственниками В. И. Ленина, А. И. Рыкова, А. Д. Цюрупы), историей дореволюционного образования и благотворительности в Башкирии.
Написала статьи о медресе «Галия» и «Усмания», о председателе Уфимского мусульманского дамского общества Марьям Султановой, ученом Б. И. Николаевском, публицисте В. Л. Бурцева, открыла новые сведения о связях Башкортостана и М. Ю. Лермонтова, А. С. Пушкина и Л. Н. Толстого, о российских родах Эверсманнов-Базилевых-Железновых, Усмановых, Залежских, Султановых и других. Вернула к жизни замолчанные имена так называемых «врагов народа» Мусы Муртазина, Афзала Тагирова, Ризы Абубакирова, Фатыха Кутлуярова.
Найденный краеведческий материал Флюра Давлетхановна использовала для обучения в школах республики.
Избиралась депутатом седьмого и восьмого созывов Советского райсовета депутатов трудящихся, депутатом девятого созыва Уфимского горсовета.
Скончалась в Уфе 20 марта 2004 года.

## Творчество
Ахмерова Флюра Давлетхановна — автор учебников русского языка для начальных классов башкирских школ, учебно-методических пособий.
Книги по краеведению и педагогике: «Не будет гражданин достойный к Отчизне холоден душой», «Эмигрант поневоле В. Л. Бурцев», «Ты сам свой высший суд: какой оставишь след ты на земле?», «Мне не в чем каяться, Россия, пред тобой», «Патриотическое воспитание подрастающего поколения», «След земной».

### Избранные сочинения
- Ахмерова Ф. Д. Владимир Львович Бурцев (1862—1942) : В помощь изучающим курс «История культуры Башкортостана» / Рос. акад. наук, Отд-ние гуманитар. наук АН РБ, Ин-т истории яз. и лит., Отд. истории культуры и педагогики. — Уфа: ИИЯЛ, 1997. — 64 с.
- Ахмерова Ф. Д. Не будет гражданин достойный к Отчизне холоден душой… : (Краевед. материал на уроках лит.). — Уфа: Китап, 1994. — 190 с.

## Память
Имя Флюры Ахмеровой носит Уфимское городское общество краеведов (с 2004 года возглавляет её дочь, журналист Гюльнара Альфредовна Иксанова).
В Уфе проводятся ежегодные Ахмеровские краеведческие чтения.